# Astroloba rubriflora
Astroloba rubriflora (укр. Астролоба рубріфлора, Астролоба червоноквіткова) — сукулентна рослина роду астролоба (Astroloba) підродини асфоделеві (Asphodelaceae).

## Систематика

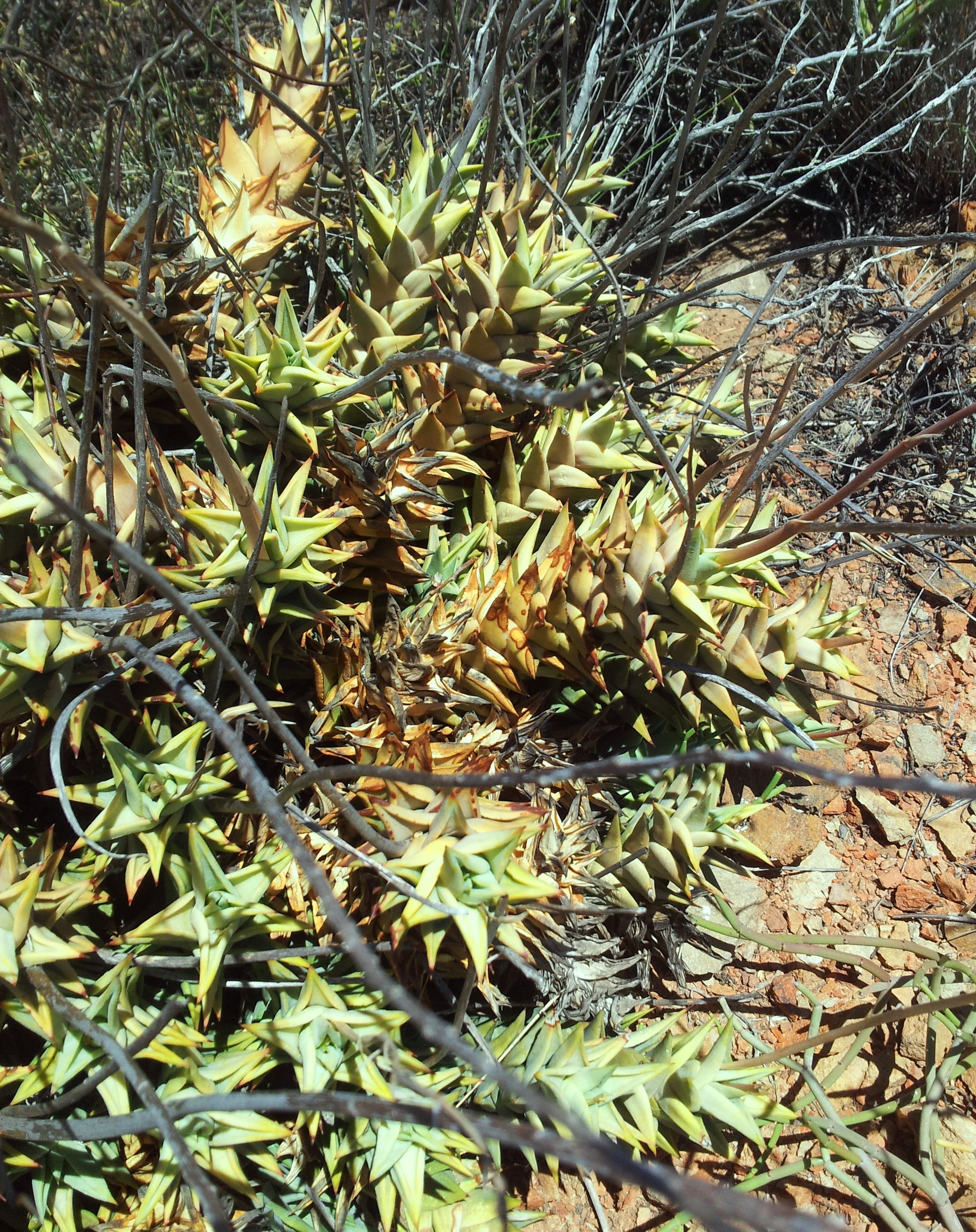
Astroloba rubriflora у природному середовищі

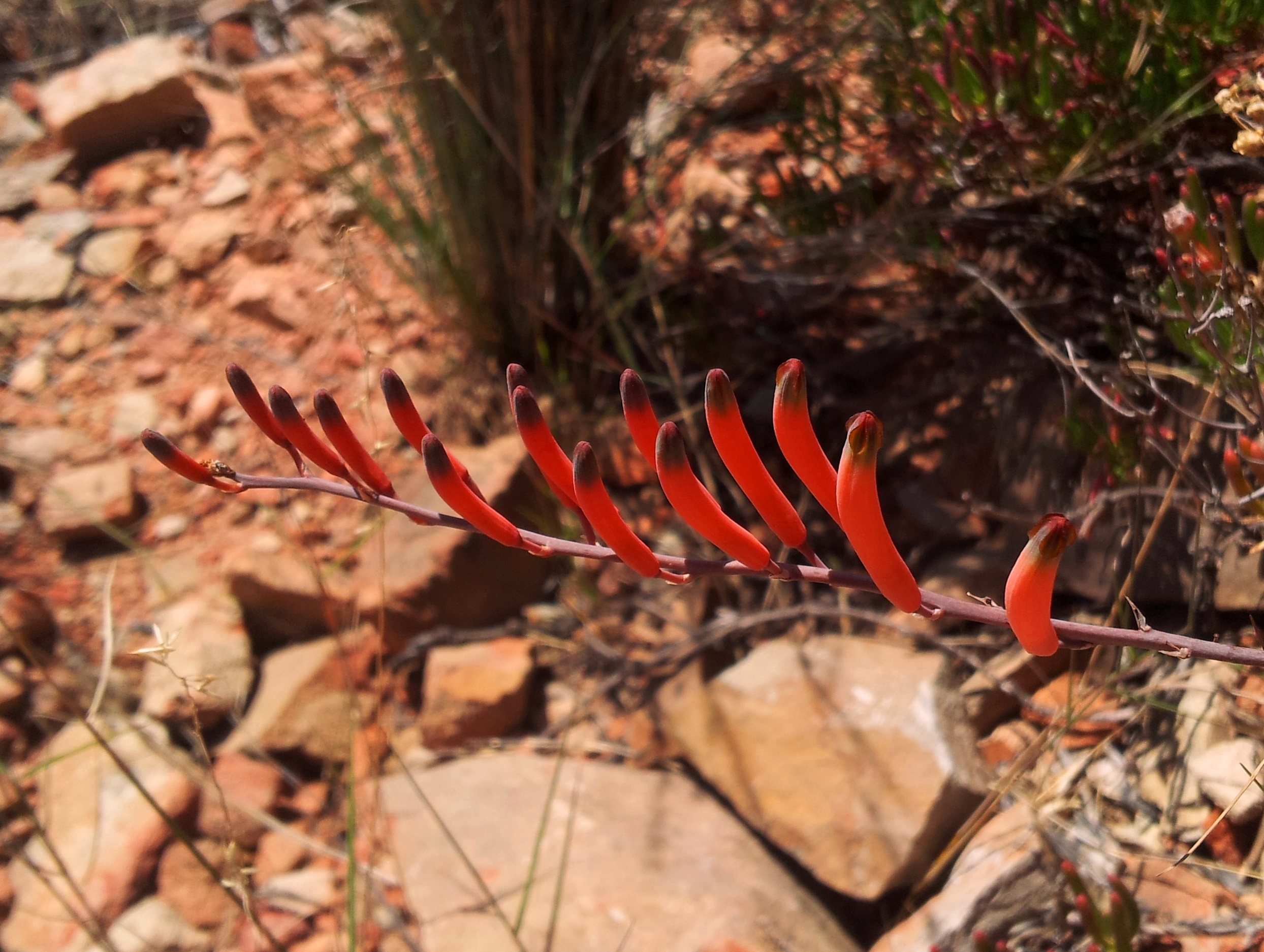
Квіти Astroloba rubriflora

З 1940 року цей вид відносився до монотипного роду Poellnitzia (Poellnitzia rubriflora), названого на честь німецького ботаніка Йозефа Карла фон Пельнітца (es:Karl von Poellnitz) (1896–1945). У 2000 був зарахований до роду Астролоба.

## Біологічний опис
Рослина заввишки 30-50 см, з розеткою до 7,5 см в діаметрі; листя завдовжки 2-4 см, завширшки 2 см, товщиною 0,5 см. Цей вид дуже близький до гавортії і алое, має незвичайні червоні квіти з темно-зеленими кінчиками.

## Ареал
Південна Африка (Робертсон (ПАР), Карру, Капська провінція).

## Екологія
Зростає на висоті 400 — 800 м над рівнем моря.

## Утримання
Не переносить морозу. Місце розташування — напівтінь або тінь. Помірний полив, добрий дренаж. Розмноження насінням.